# 锦荔郡
锦荔郡（越南语：／）是越南岘港市下辖的一个郡。面积34平方公里，2018年总人口143632人。

## 地理
锦荔郡北接莲沼郡、清溪郡和海洲郡，东接五行山郡，西和南接和荣县。

## 历史
2005年8月5日，以和荣县和寿东社、和寿西社、和发社、和安社、和春社5社和海洲郡闺中坊析置锦荔郡；和寿东社改制为和寿东坊，和寿西社改制为和寿西坊，和安社改制为和安坊，和发社改制为和发坊，和春社改制为和春坊。

## 行政区划
锦荔郡下辖6坊，郡人民委员会位于和寿东坊。
- 和安坊（Phường Hòa An）
- 和發坊（Phường Hòa Phát）
- 和壽東坊（Phường Hòa Thọ Đông）
- 和壽西坊（Phường Hòa Thọ Tây）
- 和春坊（Phường Hòa Xuân）
- 閨中坊（Phường Khuê Trung）